# Ramón Iglesias i Navarri
Ramón Iglesias i Navarri  (ur. 28 stycznia 1889 w Durro  – zm. 31 marca 1972 w Seo de Urgel) – hiszpański duchowny katolicki, biskup Seo de Urgel i zarazem współksiążę episkopalny Andory w latach 1942–1969. Pierwsze święcenia kapłańskie otrzymał 14 lipca 1912, w wieku 23 lat. Brał udział we wszystkich czterech sesjach Soboru Watykańskiego II.